# Planaxis
Planaxis là một chi ốc biển nhỏ, là động vật thân mềm chân bụng sống ở biển trong họ Planaxidae.

## Các loài
Các loài trong chi Planaxis gồm có:
- Planaxis lineolatus Gould, 1849[2]
- Planaxis niger Quoy & Gaimard, 1833[3]
- Planaxis punctorostratus [4]
- Planaxis savignyi Deshayes, 1844[5]
- Planaxis sulcatus (Born, 1791)[6]